# Annika Evaldsson
Annika Charlotta Evaldsson (* 14. Mai 1970 in Åsarna) ist eine ehemalige schwedische Skilangläuferin.

## Werdegang
Evaldsson, die für den Sollefteå SK startete, gewann bei den Juniorenweltmeisterschaften 1989 in Vang die Silbermedaille mit der Staffel und belegte bei den nordischen Skiweltmeisterschaften 1991 im Val di Fiemme den 43. Platz über 10 km Freistil. In der Saison 1993/94 holte sie in Oslo mit dem 26. Platz über 15 km Freistil ihre ersten Weltcuppunkte. Bei den Olympischen Winterspielen 1994 in Lillehammer lief sie jeweils auf den 29. Platz über 15 km Freistil und in der Verfolgung und den 25. Rang über 5 km klassisch. In der folgenden Saison wurde sie in Sappada Dritte mit der Staffel und errang sie bei den nordischen Skiweltmeisterschaften in Thunder Bay den 39. Platz über 5 km klassisch. In der Saison 1995/96 erreichte sie in Reit im Winkl mit dem neunten Platz im Sprint ihre erste Top-Zehn-Platzierung im Weltcupeinzel und mit dem 29. Platz im Gesamtweltcup ihr bestes Gesamtergebnis. Nachdem sie zu Beginn der Saison 1996/97 in Bruksvallarna über 10 km klassisch ihren ersten Sieg im Skilanglauf-Continental-Cup holte, erreichte sie in Sunne mit dem siebten Platz im Sprint ihr bestes Einzelergebnis im Weltcup und zum Saisonende den 34. Platz im Gesamtweltcup. Ihre besten Ergebnisse bei den nordischen Skiweltmeisterschaften 1997 in Trondheim waren der 14. Platz über 5 km klassisch und der neunte Rang mit der Staffel. Bei den nordischen Skiweltmeisterschaften 1999 in Ramsau am Dachstein belegte sie den 49. Platz über 5 km klassisch und den 46. Rang über 15 km Freistil. Ihr letztes Weltcuprennen absolvierte sie im März 2000 in Lahti, das sie auf dem 32. Platz im 15-km-Massenstartrennen beendete. Einen Monat zuvor holte sie in Vantaa über 15 km Freistil ihren zweiten Sieg im Continental-Cup. Bei den schwedischen Meisterschaften siegte sie in den Jahren 1994 und 1995 mit der Staffel von Sollefteå SK, 1996 und 1997 über 5 km und im Jahr 2000 im Sprint. Im Jahr 2000 gewann sie den Tjejvasan.

## Siege bei Continental-Cup-Rennen
| Nr. | Datum             | Ort           | Disziplin       | Serie           |
| --- | ----------------- | ------------- | --------------- | --------------- |
| 1.  | 17. November 1996 | Bruksvallarna | 10 km klassisch | Continental-Cup |
| 2.  | 20. Februar 2000  | Vantaa        | 15 km Freistil  | Continental-Cup |

## Teilnahmen an Weltmeisterschaften und Olympischen Winterspielen

### Olympische Spiele
- 1994 Lillehammer: 25. Platz 5 km klassisch, 29. Platz 15 km Freistil, 29. Platz 10 km Verfolgung

### Nordische Skiweltmeisterschaften
- 1991 Val di Fiemme: 43. Platz 10 km Freistil
- 1995 Thunder Bay: 39. Platz 5 km klassisch
- 1997 Trondheim: 9. Platz Staffel, 14. Platz 5 km klassisch, 24. Platz 30 km klassisch, 31. Platz 10 km Verfolgung
- 1999 Ramsau am Dachstein: 46. Platz 15 km Freistil, 49. Platz 5 km klassisch

### Weltcup-Gesamtplatzierungen
| Saison    | Gesamt | Gesamt | Langdistanz | Langdistanz | Sprint | Sprint |
| Saison    | Punkte | Platz  | Punkte      | Platz       | Punkte | Platz  |
| --------- | ------ | ------ | ----------- | ----------- | ------ | ------ |
| 1993/94   | 13     | 48.    | -           | -           | -      | -      |
| 1994/95   | 29     | 47.    | -           | -           | -      | -      |
| 1995/96   | 86     | 29.    | -           | -           | -      | -      |
| 1996/97   | 75     | 34.    | -           | -           | 50     | 29.    |
| 1997/98   | 17     | 54.    | -           | -           | 17     | 47.    |
| 1998/99   | 9      | 66.    | 7           | 48.         | 2      | 77.    |
| 1999/2000 | 15     | 64.    | -           | -           | 15     | 45.    |